# Calice Ligure
Calice Ligure (im Ligurischen: Córzi) ist eine italienische Gemeinde mit 1697 Einwohnern (Stand 31. Dezember 2023) in der Region Ligurien. Politisch gehört sie zu der Provinz Savona.

## Geographie

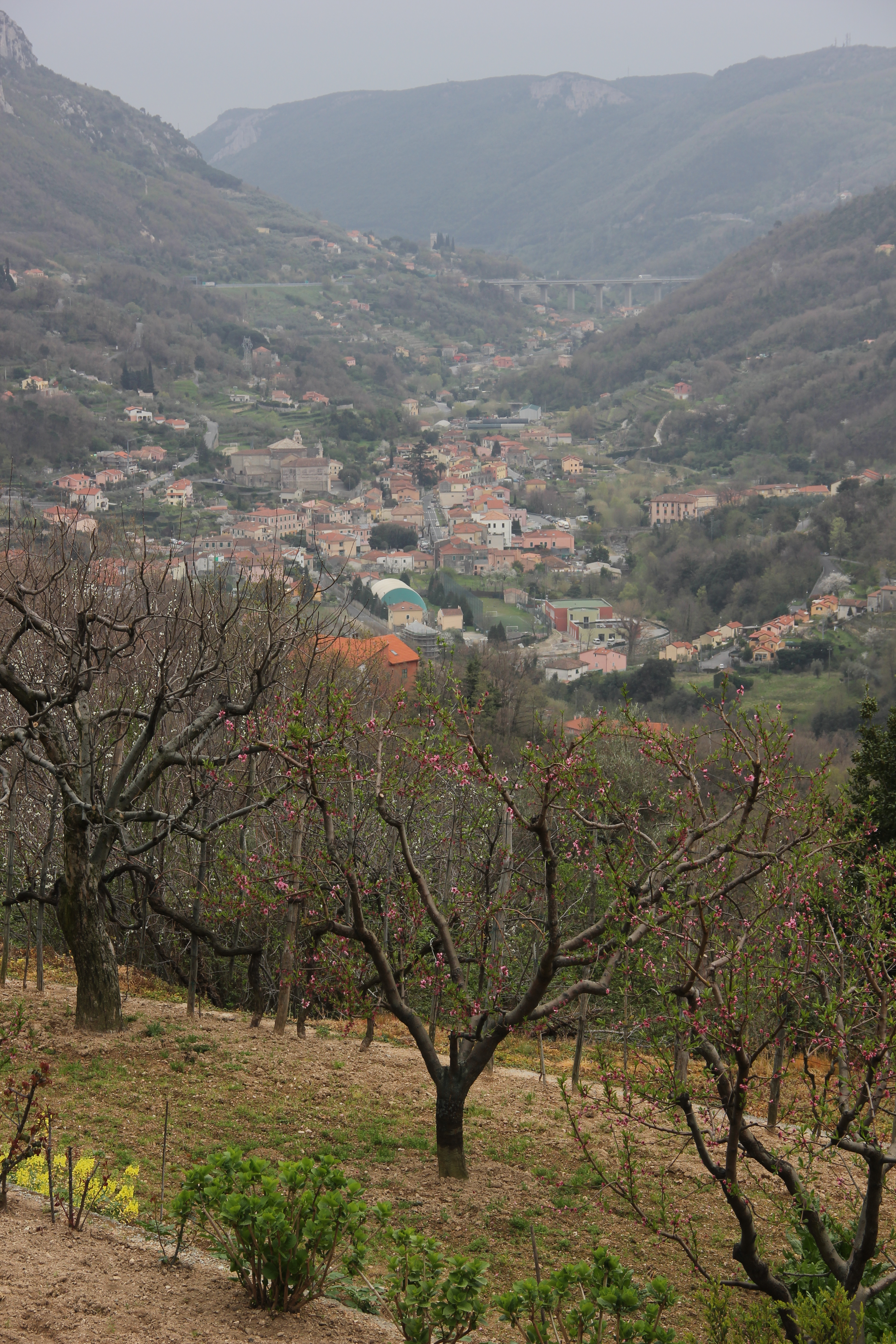
Blick auf Calice Ligure in Richtung Meer

Calice Ligure liegt im Hinterland von Finale Ligure, in einer fruchtbaren Ebene am Zusammenfluss des Baches Carbuta mit dem Rio Pora. Die Gemeinde gehört zu der Comunità Montana Pollupice und ist circa 30 Kilometer von der Provinzhauptstadt Savona entfernt.
Durch die Errichtung einer Windenergieanlage mit drei Windrädern und der Installation einiger Photovoltaikanlagen erhielt Calice Ligure 2005 das Umweltzertifikat ISO 14000.
Nach der italienischen Klassifizierung bezüglich seismischer Aktivität wurde die Gemeinde der Zone 4 zugeordnet. Das bedeutet, dass sich Calice Ligure in einer seismisch inerten Zone befindet.

## Klima
Die Gemeinde wird unter Klimakategorie D klassifiziert, da die Gradtagzahl einen Wert von 1437 besitzt. Das heißt, die in Italien gesetzlich geregelte Heizperiode liegt zwischen dem 1. November und dem 15. April für jeweils zwölf Stunden pro Tag.

## Geschichte
Siehe: Herrschaft Calice